# Édesköményolaj
Az édesköményolaj az édeskömény (Foeniculum vulgare) más néven fennel, vagy ánizskapor illóolaja. „A jelenleg hivatalos gyógyszerkönyvben a Foeniculum vulgare Miller subsp. vulgarevar. dulce (Miller) Thellung, valamint a  keserű  édeskömény  (Foeniculum   vulgare Miller subsp. vulgarevar. vulgare) egész, száraz résztermése hivatalos.”
Az illóolaja, a Foeniculi amari herbae aetheroleum 40 – 70% transz-anetolt, 20% fenkont, α-, β-pinént, α-, β-fellandrént, α- , β-terpinént, limonént, terpinolént, metilkavikolt és ánizsaldehidet tartalmaz.

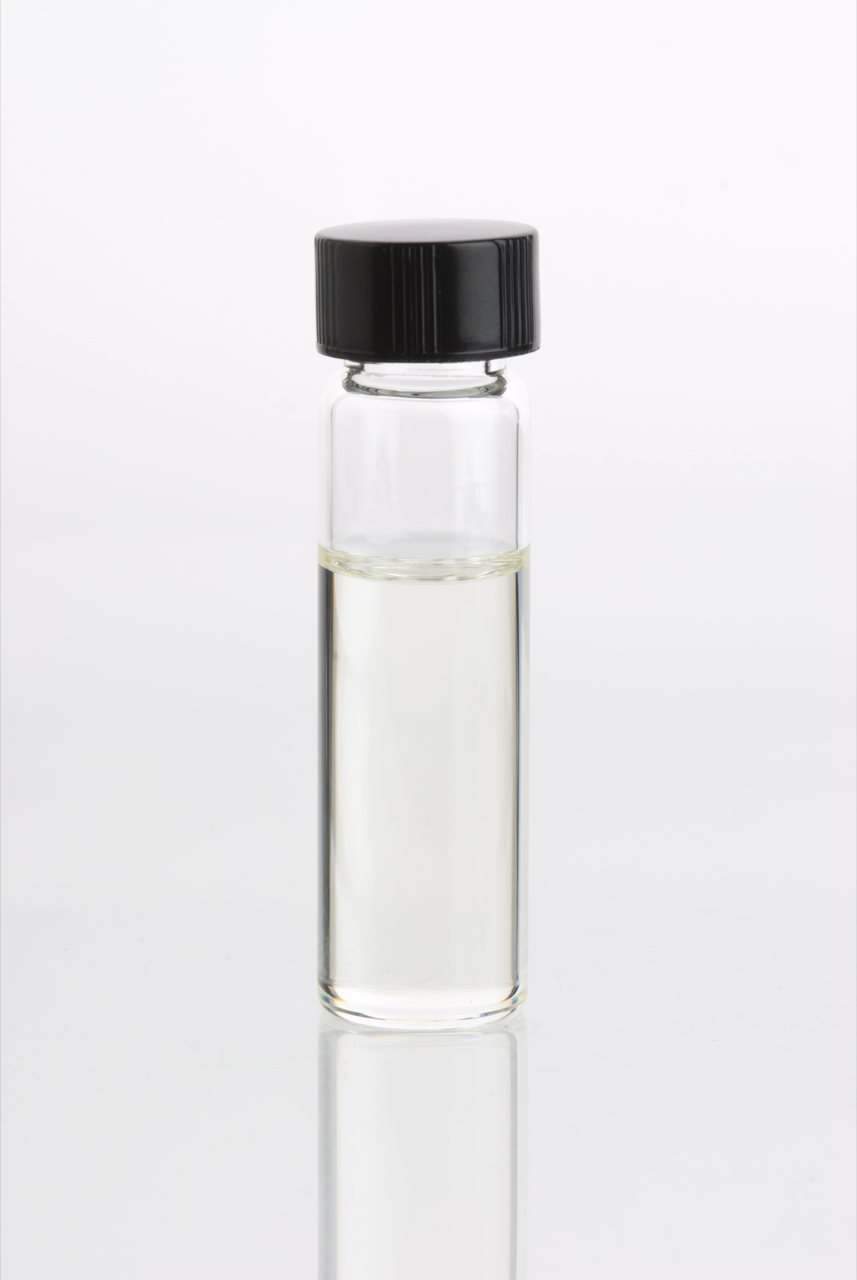

## Felhasználás

### Aromaterápia
Az aromaterápiában görcsoldó hatást tulajdonítanak neki. Alkalmazzák emésztési panaszok kezelésére, illetve felfúvódás ellen. Állítólag köhögéscsillapító hatású.
Epilepsziásoknál aromaterápiás felhasználása nem ajánlott.